# Iguaraci
Iguaraci är en kommun i Brasilien.   Den ligger i delstaten Pernambuco, i den östra delen av landet, 1 400 km nordost om huvudstaden Brasília. Antalet invånare är 11 780.
Omgivningarna runt Iguaraci är huvudsakligen savann. Runt Iguaraci är det glesbefolkat, med 9 invånare per kvadratkilometer.